# LGA 1200
LGA 1200은 2020년 4월에 출시된 인텔 데스크톱 프로세서 코멧레이크(10세대) 및 로켓레이크(11세대) 데스크탑 CPU와 호환되는 ZIF 플립칩 랜드 그리드 배열(LGA) 소켓이다.
LGA 1200은 LGA 1151(소켓 H4)을 대체하도록 설계되었다. LGA 1200은 프로세서의 패드와 접촉하기 위해 1200개의 돌출 핀이 있는 랜드 그리드 어레이 마운트이다. 49개의 핀이 추가된 LGA 1151의 수정된 설계를 사용하여 전력 공급을 개선하고 향후 증분 I/O 기능에 대한 지원을 제공한다. 핀 1 위치는 이전 세대 프로세서와 동일하게 유지되지만 소켓 키잉이 왼쪽으로 이동하여(이전에는 오른쪽) 코멧레이크 프로세서가 전기적으로나 기계적으로 이전 칩과 호환되지 않는다.
애즈락, 에이수스, 바이오스타, 기가바이트 및 MSI는 인텔 Z490 칩셋 기반 마더보드가 11세대 인텔 로켓레이크 데스크톱 CPU를 지원함을 확인했다. 일부 브랜드에 대해 전체 PCIe 4.0 지원이 확인되었다. ASUS는 M.2에 PCIe 4.0에 대한 지원을 포함하지 않아 PCIe gen 4.0 NVMe SSD에 대한 지원을 방해한다.

## 방열판
방열판을 마더보드에 고정하기 위한 4개의 구멍은 인텔 소켓 LGA 1156, LGA 1155, LGA 1150, LGA 1151 및 LGA 1200용으로 측면 길이가 75mm인 정사각형에 배치된다. 따라서 냉각 솔루션은 서로 바꿔 사용할 수 있다.

## 같이 보기
- 인텔 마이크로프로세서 목록
- 인텔 칩셋 목록